# 新美潤 (1979年入省)

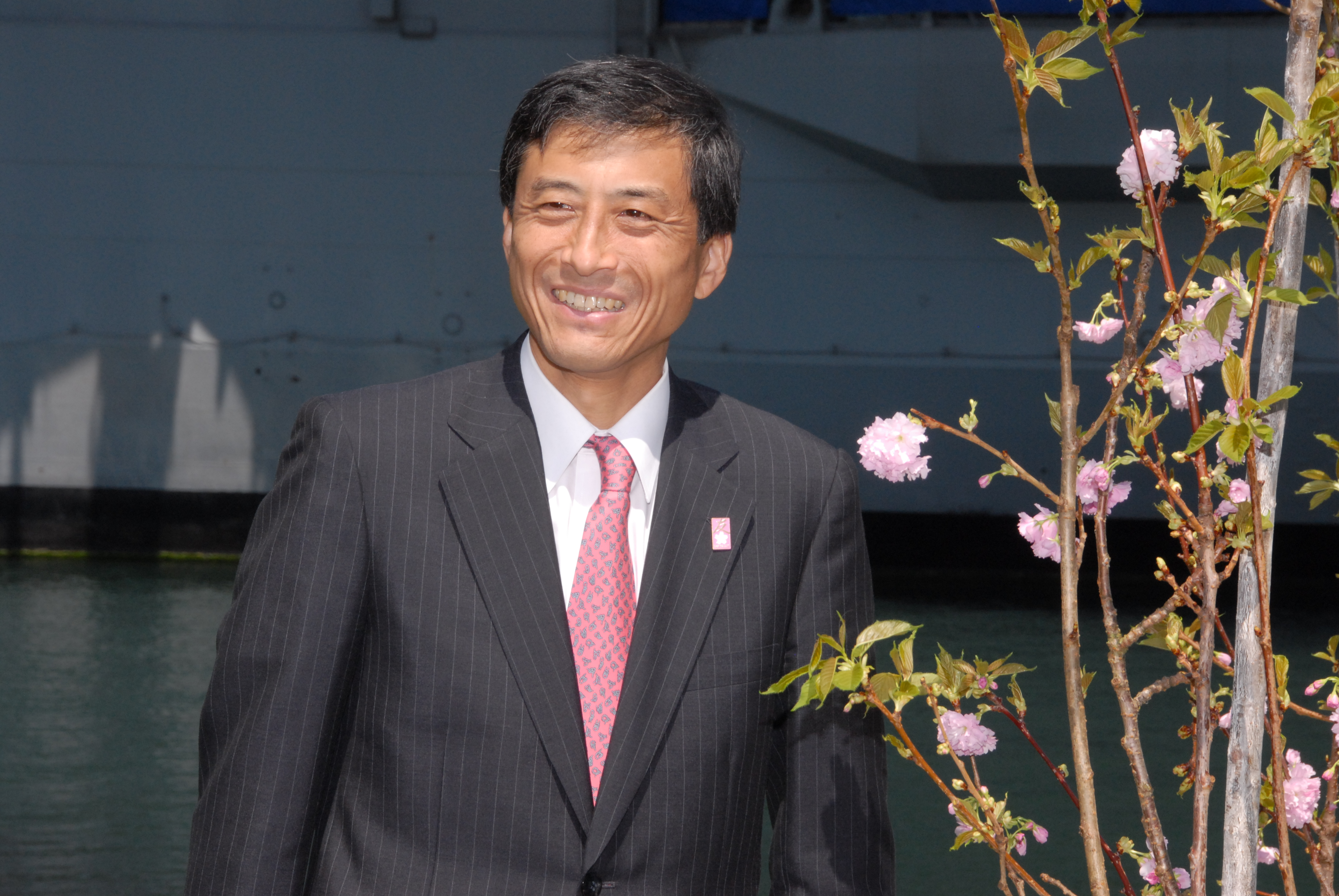
2012年ロサンゼルス総領事としてサンディエゴで。

新美 潤（にいみ じゅん、1956年1月27日 - ）は、日本の外交官。ロサンゼルス総領事、衆議院事務局参事を経て、駐ポルトガル特命全権大使。

## 人物・経歴
神奈川県出身。1979年東大法第三類卒、外務省入省。1995年在イラン日本国大使館一等書記官。1996年在イラン日本国大使館参事官。1998年大臣官房海外広報課長。2000年大臣官房領事移住部領事移住政策課長。2001年大臣官房領事移住部政策課長。2001年大臣官房在外公館課長。2003年在ロシア日本国大使館公使。2006年在タイ日本国大使館公使、東・東南アジア地球科学計画調整委員会（CCOP）常駐代表 。2008年経済産業省大臣官房審議官（通商戦略担当）。2010年外務省大臣官房審議官（総括担当）。2011年ロサンゼルス総領事。2014年衆議院事務局参事・国際部長。外務省大臣官房付を経て、2017年から駐ポルトガル特命全権大使を務めた。2020年多摩大学グローバルスタディーズ学部教授、多摩大学グローバルスタディーズ学部グローバルスタディーズ学科長、新光電気工業株式会社取締役、株式会社野口製作所顧問、東京理科大学大学院経営学研究科技術経営専攻上席特任教授。